# Delophon holti
Delophon holti är en mångfotingart som beskrevs av Shelley 1979. Delophon holti ingår i släktet Delophon och familjen Abacionidae. Inga underarter finns listade i Catalogue of Life.